# Cheilanthes mossambicensis
Cheilanthes mossambicensis là một loài dương xỉ trong họ Pteridaceae. Loài này được Schelpe mô tả khoa học đầu tiên năm 1964.
Danh pháp khoa học của loài này chưa được làm sáng tỏ. 